# Agnès Verlet
Pour les articles homonymes, voir Verlet.
Agnès Verlet, née le 14 juillet 1947 à Paris, est une universitaire, psychanalyste et écrivaine française.

## Biographie
Agnès Verlet naît le 14 juillet 1947 à Paris 16e dans un milieu des conservateurs de musées où l’art était très présent. Conciliant avec difficulté son désir de création et un cadrage universitaire, elle a oscillé entre les deux.
À partir de 1973, Agnès Verlet a vécu à Marseille où elle était professeur dans le secondaire puis maître de conférences, habilitée à diriger les recherches, à l’université d’Aix-en-Provence (Aix-Marseille 1). Agrégée de Lettres classiques, elle a également fait des études d’histoire de l’art (licence) et de musicologie (premier prix d’esthétique musicale du Conservatoire National Supérieur de Musique de Paris). L’art, sous toutes ses formes, ainsi que la psychanalyse, ont accompagné son enseignement, sa recherche en littérature, ses productions diverses.
Elle soutient  en 1988 une thèse sur Chateaubriand et les Vanités à l'université Paris 3 sous la direction de Philippe Berthier (Marc Fumaroli, Jean-Claude Berchet et Jean-Claude Bonnet font partie du jury).
En 1995, elle revient vivre à Paris où elle exerce la psychanalyse (membre affilié de la Société de Psychanalyse Freudienne (SPF), et d’Empreintes et Arts). A la SPF, elle tient un séminaire et elle a collaboré à plusieurs colloques en lien avec l’art : Passion amoureuse, SPF 2012 ; Les figures féminines de la Grèce ancienne, SPF 2015 à Paris, 2017 à Athènes ; Désir et création, SPF 2018.
Travaillant avec des chercheurs (GRAAL) et des architectes (SFA) sur l’interaction entre littérature et architecture, elle a participé à plusieurs colloques avec la SFA. Elle codirige, en 2009, sur ce sujet le colloque de Cerisy: Architecture et littérature : une interaction en question, Presses de l’Université de Provence, 2014. Elle a également écrit des textes sur des artistes contemporains : 2004 : Denis Pondruel, Manières d’entrer dans une chambre vide, Galerie Duchamp. 2008, L’objet don Juan, « L’objeu du désir », Friville édition. 2010:Ivlita Moudjiri, Sillages, « Mascarades », Klincksieck. 2012 : Colette Deblé, « Les métamorphoses de Diane ou la passion douce de Colette Deblé, Campagne Première. 2014 : "Fiction architecturale et fiction romanesque : Fernand Pouillon », Europe. 2017 : 
« L’autonomie farouche des arts : Entretien avec Paul Andreu », Europe.
De 2005 à 2015, elle a collaboré avec les éditions Gallimard comme auteur de textes sur la peinture en faisant des lectures d’images pour la collection « Folioplus Classique » (une cinquantaine de titres).
Elle est auteure de nombreux articles sur la littérature, l’art et la psychanalyse, de plusieurs essais ou ouvrages critiques, mais aussi de fictions (roman, théâtre, nouvelles)
Elle a collaboré au Magazine littéraire et contribue à des revues dont la revue Europe et les Lettres de la SPF,.
Elle est membre de la Maison des écrivains et de la littérature et de la Société des Gens de Lettres (SDGL).

## Publications
- Yseult et Tristan, théâtre, L'Harmattan, 1978.
- La Messagère de rien, roman, Séguier, 1997.
- Pierres parlantes. Florilège d'épitaphes parisiennes du Moyen Âge à la fin du XVIIIe siècle, anthologie, Commission des travaux historiques de la Ville de Paris, 2000.
- Les Vanités de Chateaubriand, Paris, Droz, coll. « Histoire des idées et critique littéraire » (no 393), 2001, 367 p. (ISBN 2-600-00644-3, lire en ligne )[5],[6].
- Chateaubriand. Les aventures du dernier Abencerage, Gallimard, 2006.
- Écrire des rêves, anthologie, Gallimard, 2006.
- Les Violons brulés, roman, Éditions de la Différence, 2006, réédition 2014.
- Le bouclier d'Alexandre, Paris, Éditions de la Différence, coll. « Littérature », 2014, 287 p. (ISBN 978-2-7291-2074-0).

## Contributions éditoriales
De 2004 à 2015, collaboration avec Gallimard Folioplus classiques pour des lectures d’images croisées avec un texte intégral et son commentaire.
- Colette, Dialogues de bêtes/ Gauguin, Arearea.
- Camus, L’Etranger/ Hopper, Conference at night.
- Charles Juliet, Lambeaux/Giacometti, Portrait de la mère de l’artiste.
- Van Gogh, Lettres à Théo/ Van Gogh, Champs de blé aux corbeaux.
- Céline, Voyage au bout de la nuit/ Bruegel, Combat de Carnaval et Carême.
- Ecrire sur la peinture (anthologie) / Hubert Robert, Projet d’aménagement de la Grande Galerie du Louvre.
- Pierre Peju, La petite chartreuse/ Vieira da Silva, L’Issue lumineuse.
- Luigi Pirandello, Six personnages en quête d’auteur/ Ensor, Ensor aux masques.
- Benjamin Constant, Adolphe/ Ingres, Madame de Senonnes.
- Marguerite Yourcenar, Nouvelles orientales/ Gustave Moreau, Orphée.
- Molière, Amphytrion/ Lorenzo Lippi, Allégorie de la Simulation.
- Malraux, La condition humaine/ Goya, Tres de Mayo.
- Correspondance mères et filles/ Leonard de Vinci, Sainte Anne, la Vierge et l’Enfant Jésus.
- Chateaubriand Mémoires d’outre-tombe IX à XII/ Poussin, La Peste d’Azoth.
- André Gide, Les Faux-Monnayeurs/ Delacroix, Le combat de Jacob avec l’ange.
- Balzac, La duchesse de Langeais/ Le Bernin, Sainte Thérèse.
- Zola, L’Assommoir/ Rubens, La Kermesse, ou Noce de village.
- Racine, Phèdre/ Cabanel, Phèdre.
- L’Encyclopédie (anthologie)/ Lemonnier, Une soirée chez Madame Geoffrin.
- Balzac, L’elixir de longue vie / Rembrandt, Autoportrait avec Saskia.
- Molière, Les Précieuses ridicules / Claude Deruet, L’Air.
- Alain-Fournier, Le Grand-Meaulnes / Watteau, Le Voyage à Cythère.
- Tristan et Iseut (Bédier) / Anonyme, miniature du 15e siècle.
- Camus, Les Justes / Fautrier, Tête d’otage.
- Kafka, Lettre au père/ Kokoschka, Autoportrait.
- Rimbaud, Illuminations/ Robert Delaunay, La Tour rouge.
- Quignard, Tous les matins du monde/ Baschenis, Nature morte aux instruments de musique.
- Racine, Mithridate/ Delacroix, Chevaux se battant dans une écurie.
- Hugo, Paucae meae/ Odilon Redon, Ophélie.
- Aloysius Bertrand, Gaspard de la nuit/ Teniers, Le roi boit.
- Duras, La Douleur/ Matisse, La porte noire.
- Balzac, La Recherche de l’absolu/Thomas Wyck, Alchimiste dans son laboratoire.
- Radiguet, Le Bal du comte d’Orgel/ Seurat, Le Cirque.
- Semprrun, L’écriture ou la vie/ Zoran Music, Paysage dalmate.
- Victor Hugo, L’intervention / Édouard Manet, Le Chemin de fer[8]
- Duras, La Musica/Hopper, Automat.
- Apollinaire, Alcools/Picassso, Saltimbanques.
- Proust, Du côté de chez Swann/ Bonnard, Terrasse à Vernon
- Oscar Wilde, Portrait de Dorian Gray/ Lucian Freud, Autoportrait.
- Bernardin de Saint-Pierre, Paul et Virginie/ Joseph Vernet/ Tempête
- Stephan Zweig, Le Joueur d’échecs/ Marcel Duchamp, La partie d’échecs.
- Beaumarchais, Le barbier de Séville/ Fragonard, Jeune musicien.
- Maupassant, Une vie/ Courbet, La Vague.
- Sophocle, Œdipe roi/ Bacon, Œdipe d’après Ingres.
- Madame de La Fayette, La Princesse de Montpensier/ Rubens, Portrait de Brigida Spinola Doria.
- Musset, On ne badine pas avec l’amour/Picasso, Le Baiser.